# New York Film Critics Circle Awards 1991
La 57ª edizione della cerimonia dei New York Film Critics Circle Awards, annunciata il 17 dicembre 1991, si è tenuta il 12 gennaio 1992 ed ha premiato i migliori film usciti nel corso del 1991.

## Vincitori e candidati

### Miglior film
- Il silenzio degli innocenti (The Silence of the Lambs), regia di Jonathan Demme
- Belli e dannati (My Own Private Idaho), regia di Gus Van Sant

### Miglior regista
- Jonathan Demme - Il silenzio degli innocenti (The Silence of the Lambs)
- Gus Van Sant - Belli e dannati (My Own Private Idaho)

### Miglior regista esordiente
- John Singleton - Boyz n the Hood - Strade violente (Boyz n the Hood)
- Anthony Minghella - Il fantasma innamorato (Truly, Madly, Deeply)

### Miglior attore protagonista
- Anthony Hopkins - Il silenzio degli innocenti (The Silence of the Lambs)
- River Phoenix - Belli e dannati (My Own Private Idaho)
- Nick Nolte - Il principe delle maree  (The Prince of Tides)

### Miglior attrice protagonista
- Jodie Foster - Il silenzio degli innocenti (The Silence of the Lambs)
- Geena Davis - Thelma & Louise
- Susan Sarandon - Thelma & Louise

### Miglior attore non protagonista
- Samuel L. Jackson - Jungle Fever
- Steven Hill - Billy Bathgate - A scuola di gangster (Billy Bathgate)
- John Goodman - Barton Fink - È successo a Hollywood (Barton Fink)

### Miglior attrice non protagonista
- Judy Davis - Il pasto nudo (Naked Lunch) e Barton Fink - È successo a Hollywood (Barton Fink)
- Juliette Lewis - Cape Fear - Il promontorio della paura (Cape Fear)
- Kate Nelligan - Paura d'amare (Frankie and Johnny) e Il principe delle maree  (The Prince of Tides)

### Miglior sceneggiatura
- David Cronenberg - Il pasto nudo (Naked Lunch)
- Calder Willingham - Rosa Scompiglio e i suoi amanti (Rambling Rose)

### Miglior film in lingua straniera
- Europa Europa, regia di Agnieszka Holland • Germania/Francia
- Il mistero della donna scomparsa (Spoorloos), regia di George Sluizer • Paesi Bassi/Francia

### Miglior documentario
- Parigi brucia (Paris Is Burning), regia di Jennie Livingston
- Viaggio all'inferno (Hearts of Darkness: A Filmmaker's Apocalypse), regia di Fax Bahr, George Hickenlooper ed Eleanor Coppola

### Miglior fotografia
- Roger Deakins - Barton Fink - È successo a Hollywood (Barton Fink)
- Freddie Francis - Cape Fear - Il promontorio della paura (Cape Fear)